# Saemundssonia pterodromae
Saemundssonia pterodromae är en insektsart som beskrevs av Günter Timmermann 1959. Saemundssonia pterodromae ingår i släktet Saemundssonia och familjen fjäderlöss. Inga underarter finns listade i Catalogue of Life.